# 食物搭配學

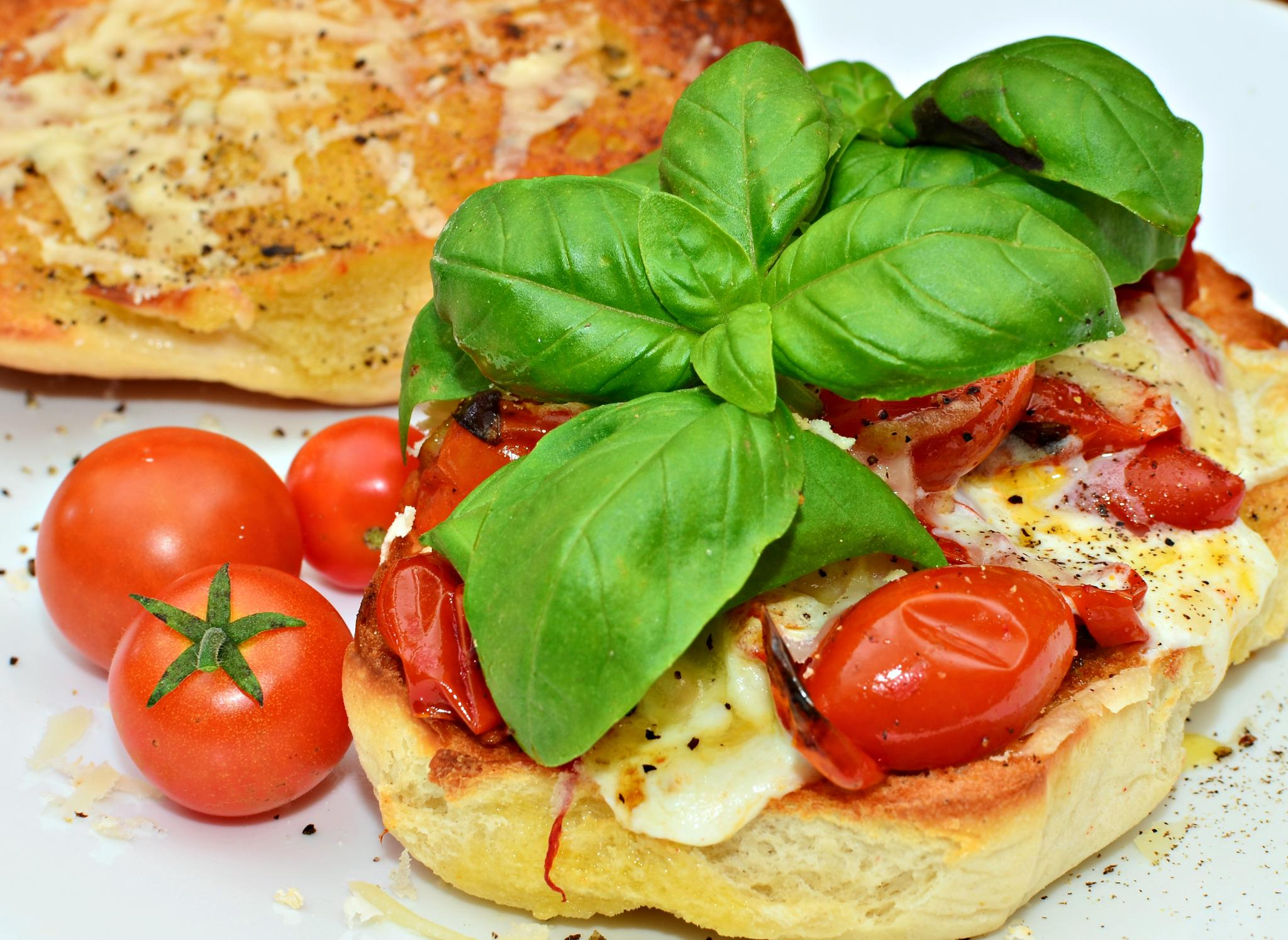
在某些國家，番茄和羅勒是常見的食物搭配

食物搭配學（foodpairing）是一門新興研究，利用食物的關鍵氣味分子尋找可搭配的食物。並非傳統烹飪學中的飲食搭配(如葡萄酒搭配)，也不是指常見於中國農民曆的飲食相生相剋觀念。
其理論是具有相同氣味成分的食物可搭配在一起而產生好風味。原因是食物的滋味中75%-95%是由鼻子所接受到食物的揮發性芳香化合物產生的，剩下的5%-25%才是來自食物的口感與味道。 故可利用分析化學工具分析不同食物之間共有的關鍵氣味化學成分，藉以尋找傳統飲食文化中的菜餚所不曾有過的美味食物組合。因此，食物搭配學根據食物共有的氣味分子，提供可能相配的食物組合，作為廚師、老饕、家庭烹飪、以及食物技師設計新食譜的參考。這可帶來不受文化飲食傳統所限制的創意料理，例如在甜點中加入蝦夷蔥、白巧克力加魚子醬、巧克力加白花椰菜、或草莓加豌豆。看似違和卻美味的食物搭配，皆因這些組合的食物之間具有相同的關鍵氣味成分。
然而，食物搭配學的原理仍有科學爭議。

## 發展
在測試巧克力與鹹味食材搭配的可能性時，英國名廚Heston Blumenthal意外發現魚子醬與白巧克力在風味上的完美配搭。為了理解為何二者可搭配，他聯繫瑞士Firmenich氣味公司任職的François Benzi 。在分析二者食物的氣味分子組成之後，他們發現魚子醬與白巧克力共同具有三甲基胺（trimethylamine）的成分，這是一種帶有魚味的分子。他們提出假說，認為含有共同的主要氣味成分的食物可完美組合，這又稱氣味搭配論(flavor-pairing theory)。 食物搭配學的概念於焉形成。
食物搭配學的理論，已發展出網路資訊公司，提供服務進行比對不同食物之間氣味成分雷同程度。

## 方法技術
食物搭配學始於食物化學分析。食物中的芳香成分可藉由氣相層析質譜儀進行分析。並藉由比較食物中氣味分子的濃度與人類感受該氣味分子的閾值來找出關鍵氣味分子，也就是只考慮人類嗅覺能感知到的食物氣味成分。例如，咖啡含有700種芳香化合物，但只有兩種成分影響到咖啡的氣味，顯示出人類嗅覺無法感受到大部分低濃度的氣味成分。
關鍵氣味分子是造成食物組合後的氣味的基礎。可藉由資料庫比對不同食物組合之後的關鍵氣味組合型態，當食物之間具有雷同氣味成分就可留下，繪製食物搭配網路圖。

## 科學爭議
儘管食物搭配在烹飪界成為新興主題，但其立論基礎以及假說檢驗方法，在科學領域仍有爭議。
阿姆斯特丹大學學院網絡分析專家Maurits de Klepper將食物搭配學稱為「歐洲狂熱 (a European fad)」，並提出三個合理懷疑。第一，食物搭配學假設人類鼻子跟分析化學儀器一樣可以分辨出食物裡各種單一氣味分子，但嗅覺感受其實是一種綜合感覺，與儀器不同。第二，食物搭配成功與否，受到文化環境與後天學習的影響。例如根據龍蝦與黑橄欖的氣味分子可推論二者可搭配，但這種搭配對中國人而言味道卻像草藥。第三，邏輯上，若「兩食物之間共有的氣味分子越多就越適合搭配」為真，則可推論「味道不搭的食物之間會有很少的共有氣味分子」，但目前並無任何證據顯示後者為真。
荷蘭應用科學研究組織將梨子、番茄、馬鈴薯、巧克力、牛肉、白花椰菜、八角等七種食物兩兩排列組合打成泥後，招募50人進行盲測，以1(糟糕)至7分(非常好吃)的量表來評價各種食物搭配的美味度，發現氣味分子雷同度最高的組合(巧克力加番茄)得到的平均分數為1.2分，比隨機亂評的2.8分還低；相對地，梨子與白花椰菜雷同的氣味分子最少，但是所得評分3.2分則比隨機亂評的2.5分高。  該研究認為食物搭配學的假說應可被否證。
一份對世界食譜的研究顯示，雖然西歐與美洲的食譜中，同道菜餚裡出現的食材有比較高的氣味分子雷同性，但是在南歐與東亞食譜中所用的菜餚，反而是傾向利用氣味分子雷同性低的食材入菜。顯示關鍵氣味分子不同的食物也能搭配成主流料理的風味。